# Lijst van gouverneurs van Madhya Pradesh
Dit is een lijst van gouverneurs van de Indiase deelstaat Madhya Pradesh. De gouverneur is hoofd van de deelstaat en wordt voor een termijn van vijf jaar aangewezen door de president. De rol van de gouverneur is hoofdzakelijk ceremonieel en de echte uitvoerende macht ligt bij de ministerraad, met aan het hoofd de chief minister.
| #   | Naam                           | Begin termijn     | Einde termijn     |
| --- | ------------------------------ | ----------------- | ----------------- |
| 1   | Pattabhi Sitaramayya           | 1 november 1956   | 13 juni 1957      |
| 2   | Hari Vinayak Pataskar          | 14 juni 1957      | 10 februari 1965  |
| 3   | Kyasamballi Chengalaraya Reddy | 11 februari 1965  | 2 februari 1966   |
| wnd | P. V. Dixit                    | 2 februari 1966   | 9 februari 1966   |
| 4   | Kyasamballi Chengalaraya Reddy | 10 februari 1966  | 7 maart 1971      |
| 5   | Satyendra Narayan Sinha        | 8 maart 1971      | 13 oktober 1977   |
| 6   | Niranjan Nath Wanchoo          | 14 oktober 1977   | 16 augustus 1978  |
| 7   | Cheppudira Muthana Poonacha    | 17 augustus 1978  | 29 april 1980     |
| 8   | Bhagwat Dayal Sharma           | 30 april 1980     | 25 mei 1981       |
| wnd | G. P. Singh                    | 26 mei 1981       | 9 juli 1981       |
| 9   | Bhagwat Dayal Sharma           | 10 juli 1981      | 20 september 1983 |
| wnd | G. P. Singh                    | 21 september 1983 | 7 oktober 1983    |
| 10  | Bhagwat Dayal Sharma           | 8 oktober 1983    | 14 mei 1984       |
| 11  | Kizhekethil Chandy             | 15 mei 1984       | 30 november 1987  |
| wnd | Narayan Dutta Ojha             | 1 december 1987   | 29 december 1987  |
| 12  | Kizhekethil Chandy             | 30 december 1987  | 30 maart 1989     |
| 13  | Sarla Grewal                   | 31 maart 1989     | 5 februari 1990   |
| 14  | Mahmood Ali Khan               | 6 februari 1990   | 23 juni 1993      |
| 15  | Mohammad Shafi Qureshi         | 24 juni 1993      | 21 april 1998     |
| 16  | Bhai Mahavir                   | 22 april 1998     | 6 mei 2003        |
| 17  | Ram Prakash Gupta              | 7 mei 2003        | 1 mei 2004        |
| wnd | Krishna Mohan Seth             | 2 mei 2004        | 29 juni 2004      |
| 18  | Balram Jakhar                  | 30 juni 2004      | 29 juni 2009      |
| 19  | Rameshwar Thakur               | 30 juni 2009      | 7 september 2011  |
| 20  | Ram Naresh Yadav               | 8 september 2011  | 7 september 2016  |
| wnd | Om Prakash Kohli               | 8 september 2016  | 23 januari 2018   |
| 21  | Anandiben Patel                | 23 januari 2018   | 29 juli 2019      |
| 22  | Lalji Tandon                   | 29 juli 2019      | 21 juli 2020      |